# Castelbiague
Castelbiague is een gemeente in het Franse departement Haute-Garonne (regio Occitanie) en telt 227 inwoners (2004). De plaats maakt deel uit van het arrondissement Saint-Gaudens.

## Geografie
De oppervlakte van Castelbiague bedraagt 5,9 km², de bevolkingsdichtheid is 38,5 inwoners per km².
De onderstaande kaart toont de ligging van Castelbiague met de belangrijkste infrastructuur en aangrenzende gemeenten.

## Demografie
Onderstaande figuur toont het verloop van het inwonertal (bron: INSEE-tellingen).